# 尤班克斯山
尤班克斯山（英語：Mount Eubanks），是南極洲的山峰，位於帕爾默地，處於里利冰川源頭附近，海拔高度600米，由美國南極名稱諮詢委員命名，現時由南極條約體系管理。